# Cornelis Galle II

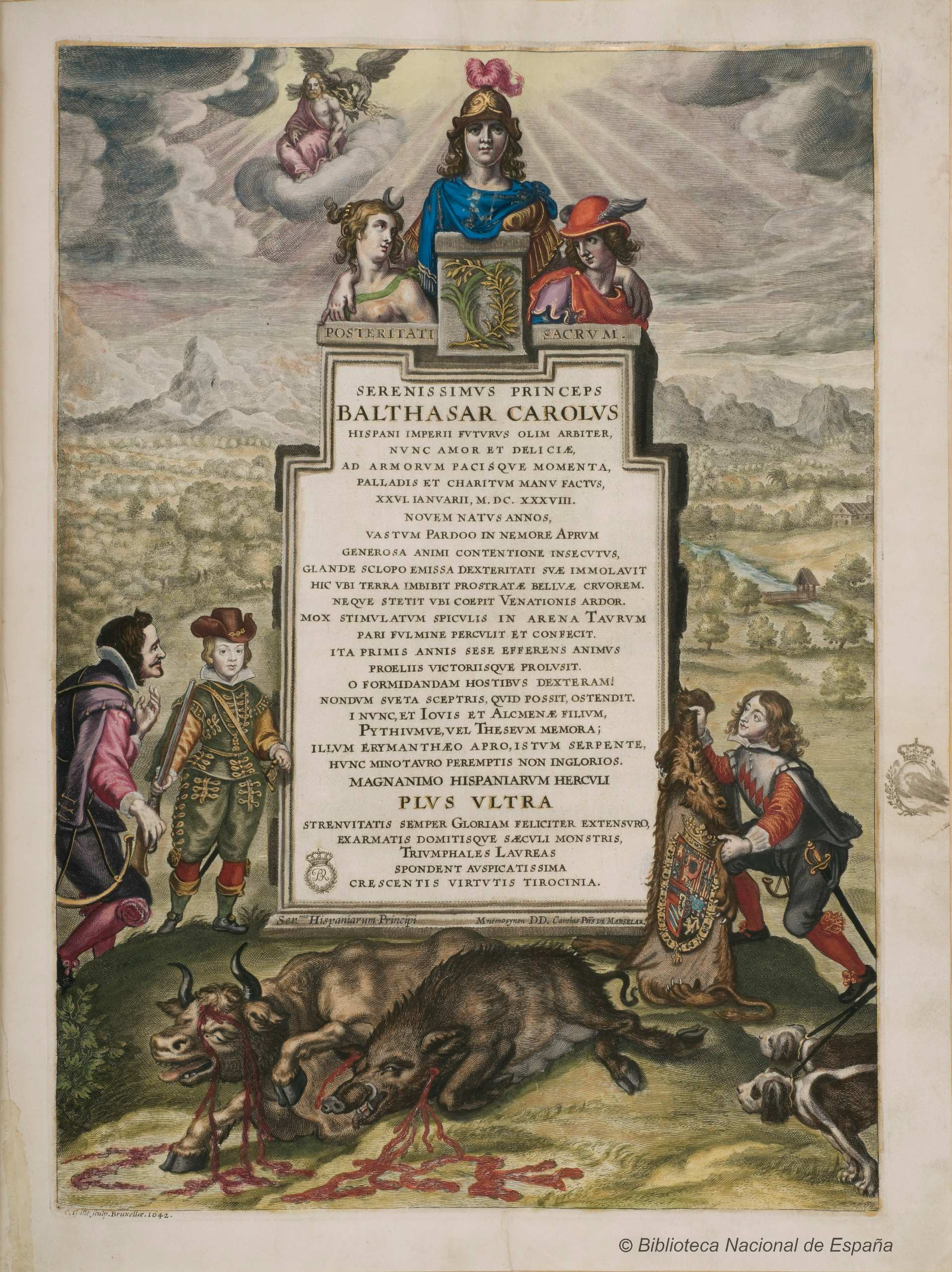
Frontispicio calcográfico estampado en vitela y coloreado a mano de Serenissimi hispaniarum principis Balthasaris Caroli Venatio, sive Bellicae fortitudinis praeludia, nono aetatis anno data, icone et stylo illustrata et excellentissimo heroi Gaspari De Gusman, comiti de Olivares, ..., hispaniae magnati dedicata. Texto de Carolus Philipus Marselaer, grabado de Cornelis Galle, Bruselas, 1642.

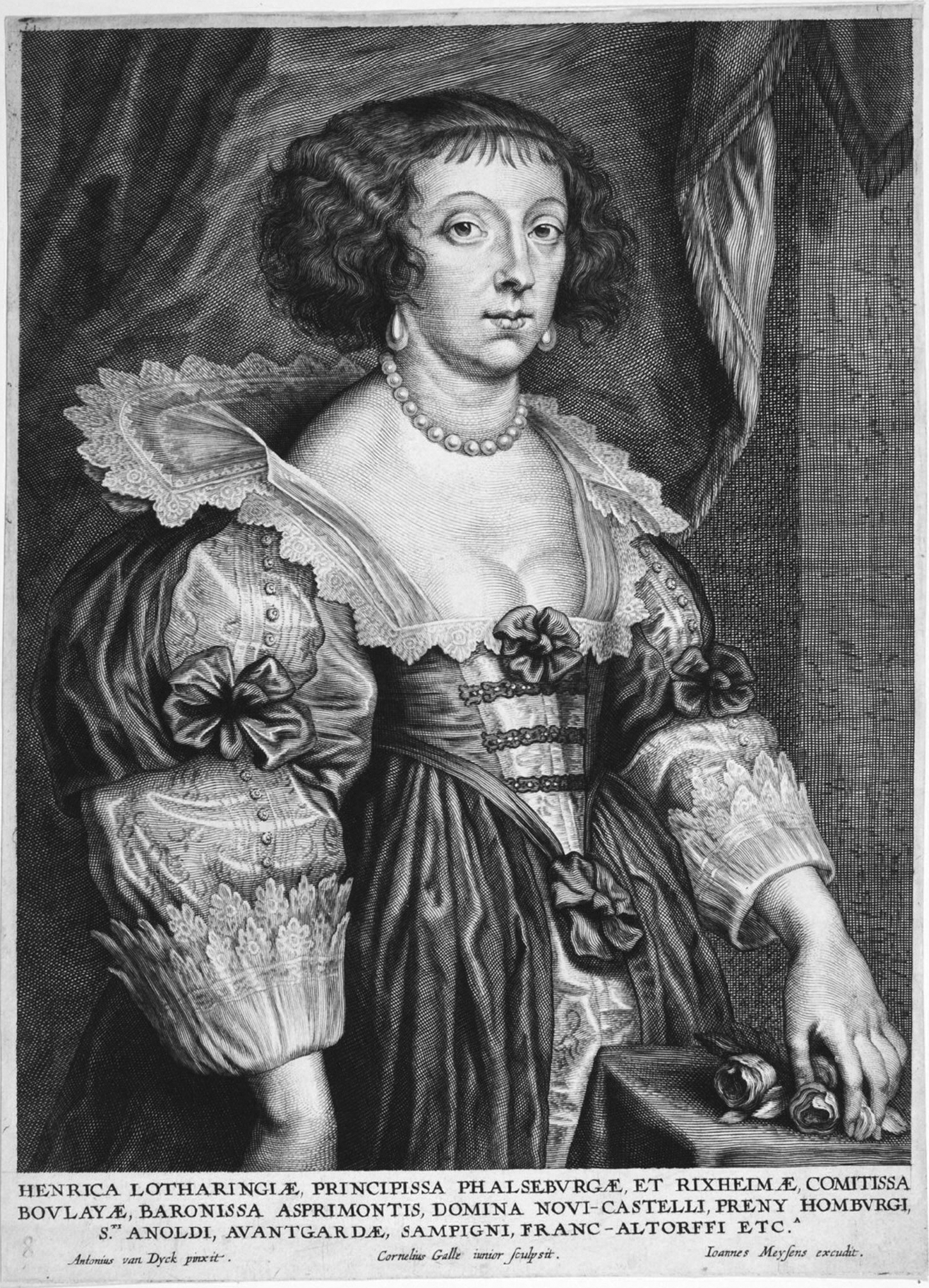
Retrato de Henriette de Lorena, princesa de Phalsbourg, grabado por Cornelis Galle II.

Cornelis (o Cornelius) Galle II (Amberes, 1615–Ibíd., 18 de octubre de 1678) fue un grabador y editor flamenco, miembro de una saga de artistas. Muy prolífico, se hizo famoso por sus estampas de reproducción de obras de Rubens y Van Dyck.

## Biografía
Hijo de un grabador homónimo (Cornelis I o el Viejo), no se sabe el día exacto de su nacimiento pero sí que fue bautizado el 23 de febrero de 1615.
Se formó con su padre, e ingresó en el gremio artístico de Amberes (Guilda de San Lucas) en 1638-39. En su madurez tuvo por alumno a Gérard Edelinck.
Fue un grabador productivo, muy popular por sus reproducciones de cuadros de Rubens y Van Dyck. De Rubens se pueden citar una Crucifixión y el Retrato de Justus Lipsius, y de Van Dyck el Retrato de Jan Meyssens.
De especial interés para el arte español tiene el frontispicio calcográfico de un opúsculo de Carolus Philipus Marselaer en alabanza del príncipe Baltasar Carlos de Austria y del conde-duque de Olivares, un curioso grabado fechado en Bruselas en 1642 en el que Galle representa al hijo de Felipe IV de España como hábil tirador. Ante un fondo de paisaje y junto a un extenso título en latín, el príncipe posa rodeado de varios personajes y en primer término yacen un toro y un jabalí que él mismo, apenas un niño, abatió a tiros. 
Dado que los Galle fueron una saga con varios miembros y muchos grabados se firmaban genéricamente con el apellido, es difícil deslindar qué imágenes grabó Cornelis II y cuáles su padre. Por lo general, los grabados de Cornelis hijo son de una técnica más libre.